# Димитър Илиев (революционер)
Вижте пояснителната страница за други личности с името Димитър Илиев.
Димитър Илиев (Устаилиев) е български революционер, деец на Вътрешната македоно-одринска революционна организация.

## Биография
Димитър Илиев е роден през 1882 година в село Скребатно, тогава в Османската империя в семейството на известния Уста Илия, чийто хан в Драма е център на българската общност в града. На 20 години убива един кърсердарин и става нелегален в четата на Стоян Мълчанков. По-късно преминава в четата на Пейо Гарвалов. В 1906 година участва в атентата в Драма, но по-късно е издаден и заловен от турските власти. Затворен е в Еди куле в Солун, където лежи няколко години. По време на съдебния процес в Солун заедно с Никола Шарчин - Гаваза успяват да счупят оковите си и да избягат. След това действа в Пирин и Али ботуш, в Сярско, Драмско и Зъхненско.
Умира на 9 юни 1932 година.